# Clomethiazol
Clomethiazol  (Handelsnamen in Deutschland und der Schweiz: Distraneurin®, Hersteller: AstraZeneca, umgangssprachlich auch Distra genannt) ist ein Thiazolderivat, ähnlich dem Thiazolanteil des Thiamin (Vitamin B1), das Hoffmann-La Roche 1938 patentieren ließ. Aufgrund seiner sedativen, hypnotischen und antikonvulsiven Eigenschaften wird es als Arzneistoff aus der Gruppe der Psychopharmaka verwendet.
Clomethiazol wird angewandt:
- bei Patienten in höherem Lebensalter mit Erregungszuständen durch Organisches Psychosyndrom[4]
- bei schweren Schlafstörungen in höherem Lebensalter[4]
- unter stationären Bedingungen zur Bekämpfung von schweren Alkohol-Entzugserscheinungen, um ein Delirium tremens zu vermeiden[4]

Clomethiazol ist neben Benzodiazepinen ein Mittel der ersten Wahl zur Behandlung des Alkoholentzugssyndroms und des Alkoholentzugsdelirs, sowohl in Fachkliniken als auch in internistischen Einrichtungen. Hierbei ist zu beachten, dass die Applikation nur kurzzeitig erfolgen soll, da Clomethiazol ein hohes Abhängigkeitspotenzial besitzt. Das Medikament darf nur stationär verabreicht werden, da es unter anderem zu einer starken Dämpfung von Atmung und Kreislauf kommen kann. Zudem muss gewährleistet werden, dass kein gleichzeitiger Alkoholkonsum stattfindet, welcher zu extremen Wechselwirkungen führen kann. Wichtig ist insbesondere auch die Tatsache, dass die Dosierung kontinuierlich dem jeweiligen Patienten und den Symptomen angepasst werden muss. Da ein Alkoholentzug mit der Gefahr eines Delirs generell einen lebensbedrohlichen Zustand darstellt und somit ohnehin eine Indikation zur notfallmäßigen Klinikeinweisung darstellt, bedingt das eine das andere.